# Droga wojewódzka nr 166
Droga wojewódzka nr 166 (DW166) – była droga wojewódzka w woj. zachodniopomorskim o długości 7,11 km łącząca Białogard z byłą drogą krajową nr 6 (obecnie DW112) wiodącą do Koszalina. Droga przebiegała przez powiat białogardzki.
Droga na całej długości pozbawiona została kategorii drogi wojewódzkiej na mocy uchwały 1932/19 Zarządu Województwa Zachodniopomorskiego z 12 listopada 2019 roku, oraz na mocy uchwały Sejmiku Województwa Zachodniopomorskiego nr XIV/178/20 z 12 marca 2020 roku.

## Miejscowości leżące przy trasie 166
- Żelimucha
- Lulewice
- Białogard